# Radinocera
Radinocera es un  género  de lepidópteros perteneciente a la familia Noctuidae. Es originario de Australia.

## Especies
- Radinocera maculosus Rothschild, 1896
- Radinocera vagata Walker, 1865